# 圣让堡

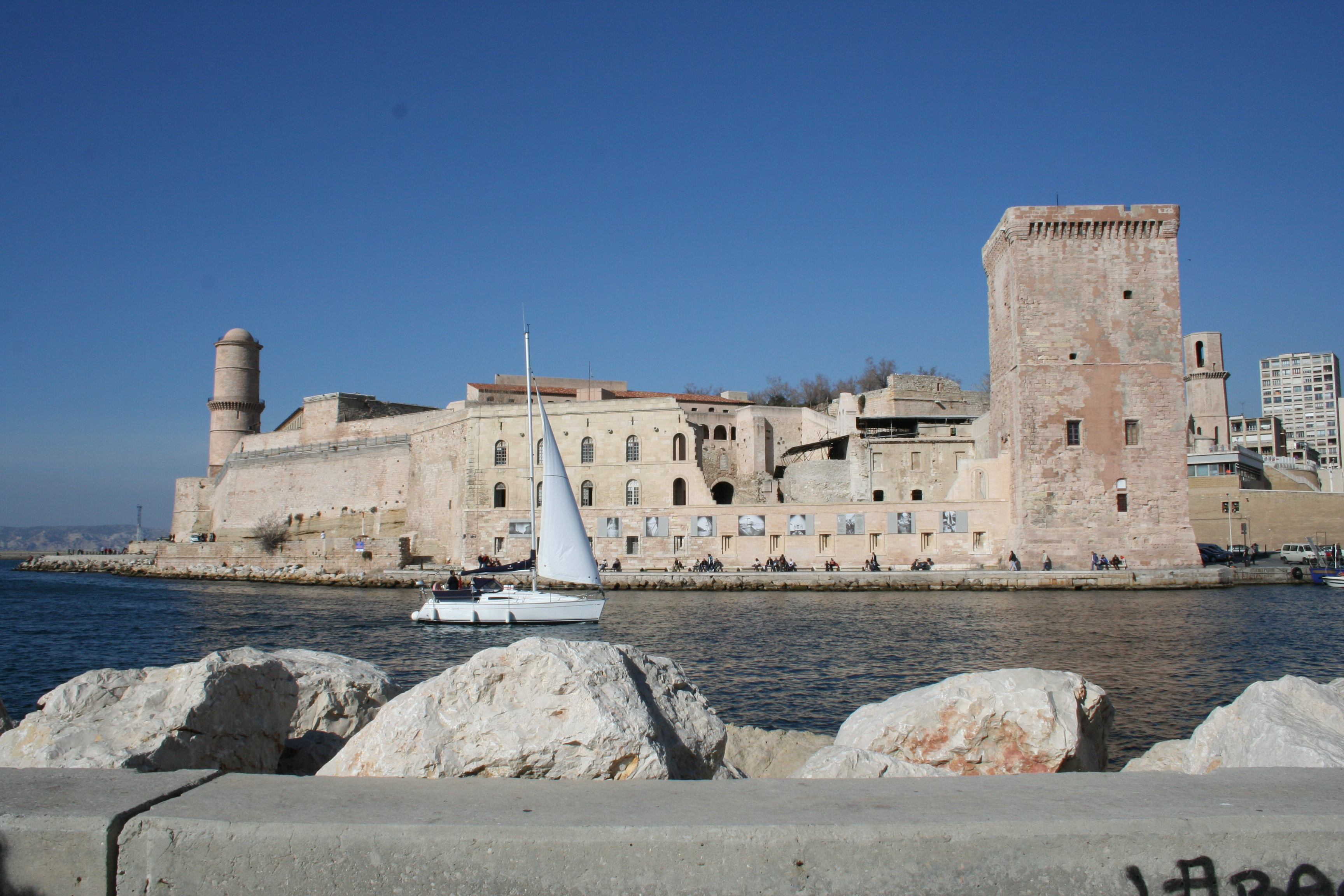
圣让堡

圣让堡（Fort Saint-Jean）是法国马赛的一座堡垒。

## 历史
由路易十四兴建于1660年，位于老港入口处，同时修建的圣尼古拉堡位于老港的对岸。路易十四说在谈到自己的工程时说：“我们注意到，马赛的居民都非常喜欢漂亮的堡垒。我们想在这个伟大港口的入口拥有我们自己的堡垒。”。其实，修建两座堡垒是为了应对当地反抗总督的起义，而不是保卫这座城市；大炮是指向城市，而不是指向海上。
两座早期的建筑物被纳入这座堡垒：12世纪十字军时期的医院骑士团养老院，15世纪普罗旺斯国王Rene一世塔。 
法国革命期间，圣让堡被用作监狱，关押奥尔良公爵路易菲力普二世和他的两个儿子，路易斯查尔斯和安东尼菲利普。 

## 照片画廊

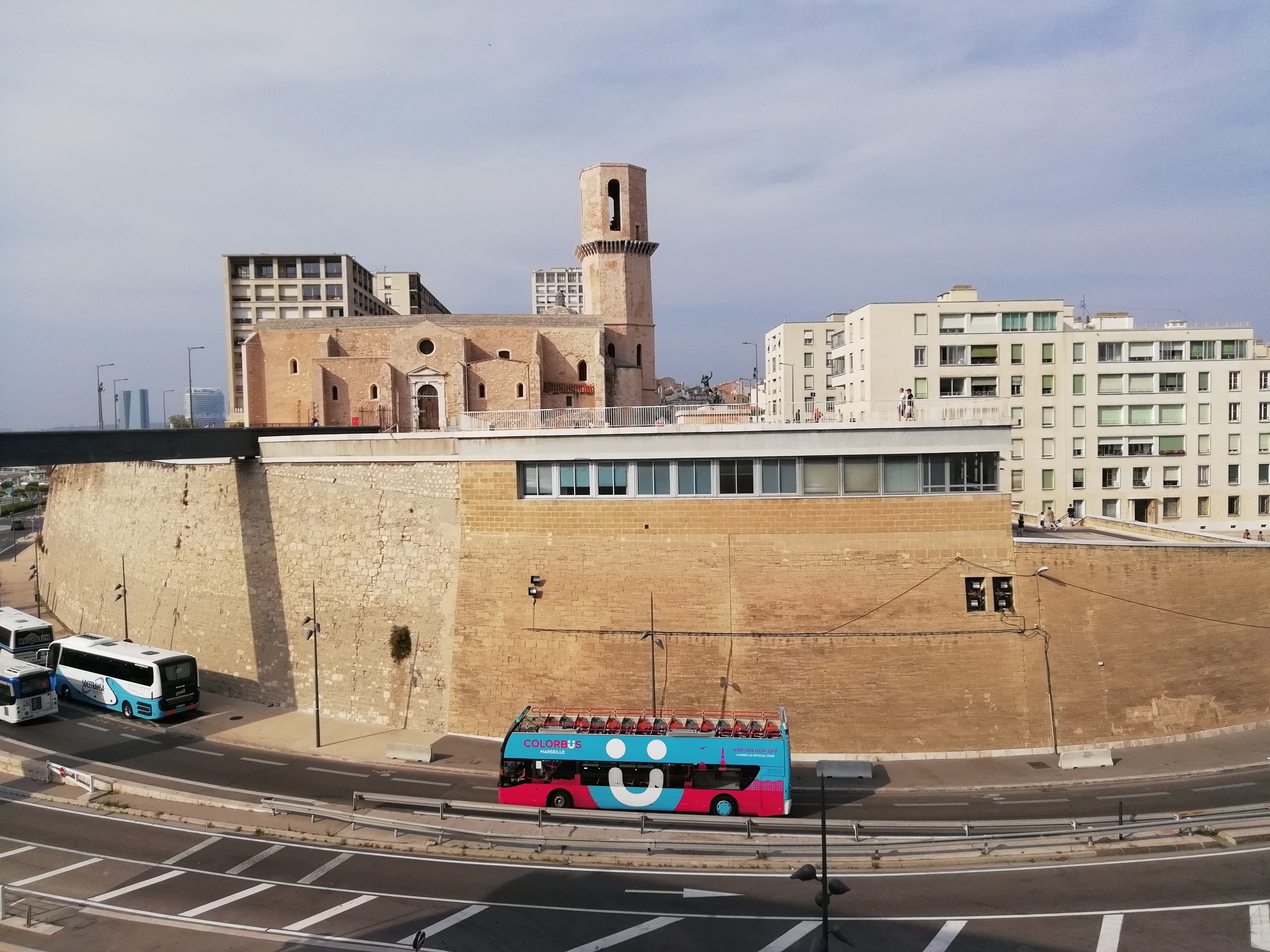
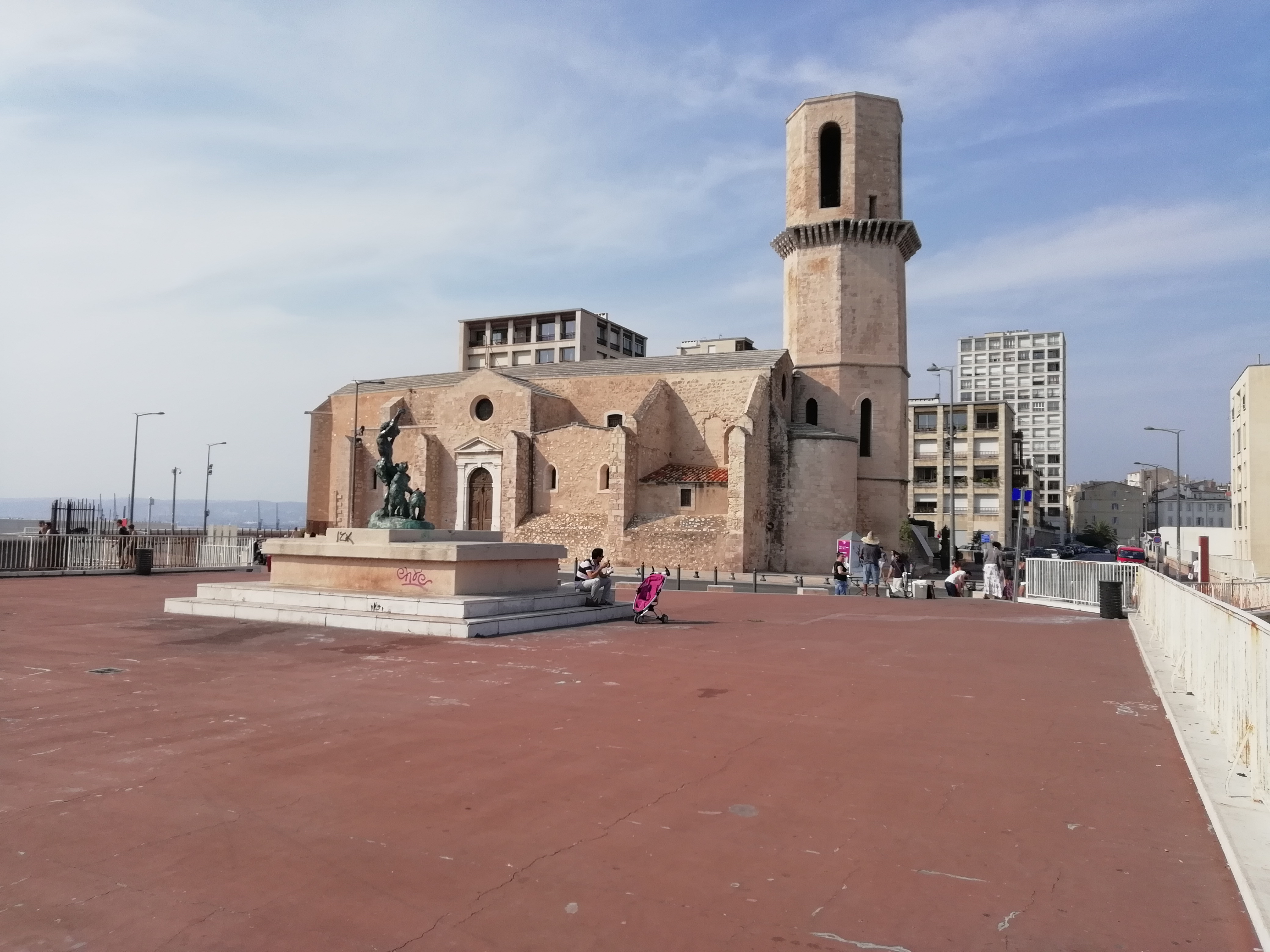
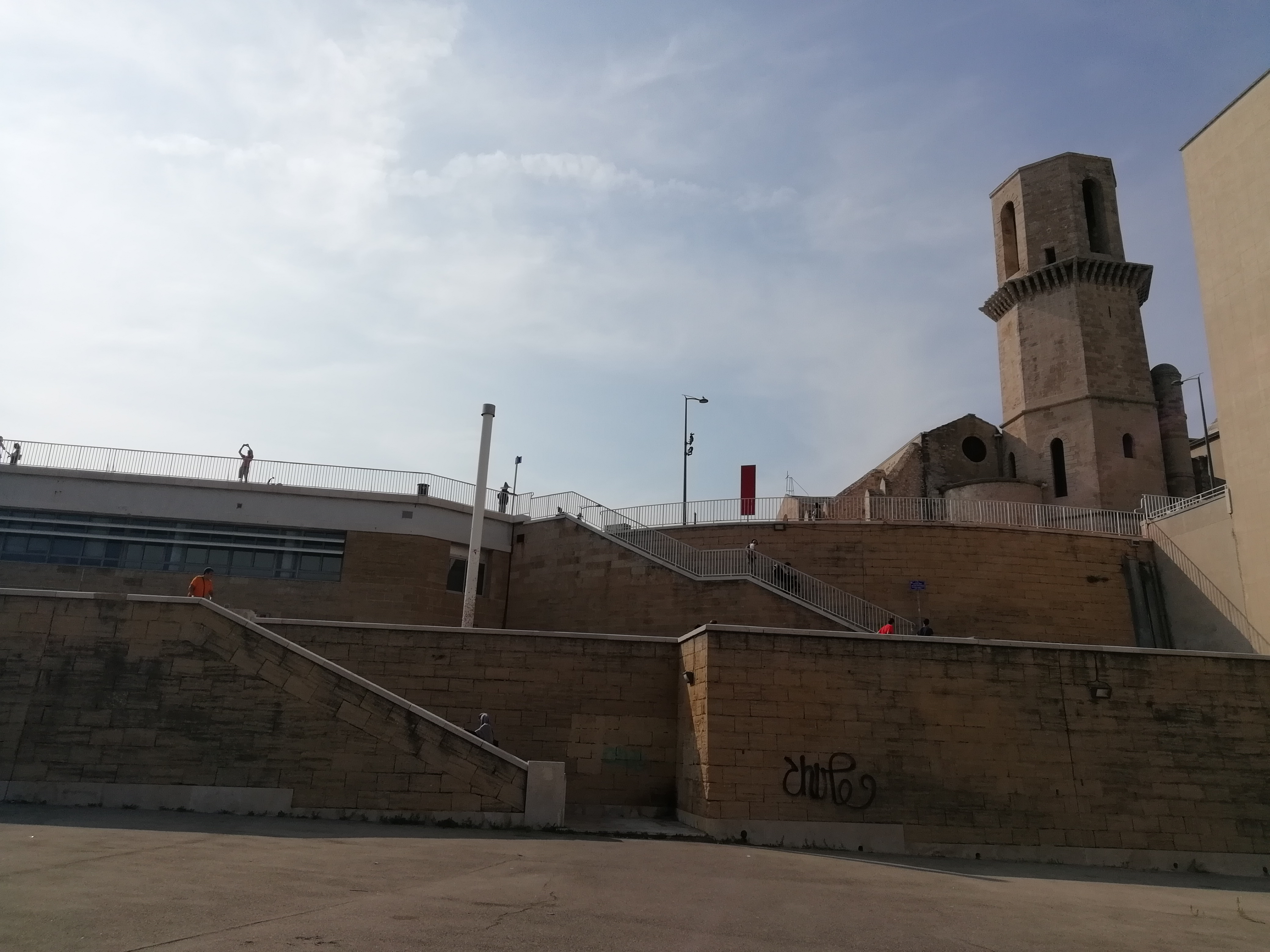